# Juan Arbós
Juan Arbós Perarnau (en catalán: Joan Arbós i Perarnau, nacido el 12 de noviembre de 1952 en Tarrasa, Cataluña) es un exjugador de hockey sobre hierba español. Su logro más importante fue una medalla de plata en los juegos olímpicos de Moscú 1980 con la selección de España. 

## Participaciones en Juegos Olímpicos
- Múnich 1972, 7.
- Montreal 1976, 6.
- Moscú 1980, plata.
- Los Ángeles 1984, 8.